# Чемпіонат Південної Америки з футболу 1939
Чемпіонат Південної Америки з футболу 1939 року — 15-ий розіграш головного футбольного турніру серед національних збірних Південної Америки. Турнір відбувався в Лімі з 15 січня по 12 лютого. Переможцем вперше стала Перу, що обіграла у фіналі Уруґвай. Участь брали збірні Чилі, Еквадору (вперше), Параґваю, Перу та Уруґваю. Колумбія, Аргентина, Болівія та Бразилія відмовилися від участі. 

## Арена
| Ліма               |
| ------------------ |
| Естадіо Насьйональ |
| Місткість: 40,000  |

## Підсумкова таблиця
| Збірна   | І | В | Н | П | М    | Р   | О |
| -------- | - | - | - | - | ---- | --- | - |
| Перу     | 4 | 4 | 0 | 0 | 13:4 | +9  | 8 |
| Уругвай  | 4 | 3 | 0 | 1 | 13:5 | +8  | 6 |
| Парагвай | 4 | 2 | 0 | 2 | 9:8  | +1  | 4 |
| Чилі     | 4 | 1 | 0 | 3 | 8:12 | −4  | 2 |
| Еквадор  | 4 | 0 | 0 | 4 | 4:18 | −14 | 0 |

## Матчі
| 15 січня 1939 |

| Парагвай                                  | 5–1 | Чилі       |
| ----------------------------------------- | --- | ---------- |
| Годой 10', 24' Барріос 47', 75' Акіно 88' |     | Соррель 8' |

| Естадіо Насьйональ, Ліма Арбітр: Марч (Еквадор) |

| 15 січня 1939 |

| Перу                                    | 5–2 | Еквадор           |
| --------------------------------------- | --- | ----------------- |
| Фернандес 6', 34', 77' Алкальд 16', 58' |     | Альсівар 55', 89' |

| Естадіо Насьйональ, Ліма Арбітр: Пуйоль (Уругвай) |

| 22 січня 1939 |

| Уругвай                                         | 6–0 | Еквадор |
| ----------------------------------------------- | --- | ------- |
| Порта 22' С. Варела 53', 55', 81' Лаго 65', 70' |     |         |

| Естадіо Насьйональ, Ліма Арбітр: Куенка (Перу) |

| 22 січня 1939 |

| Перу                                  | 3–1 | Чилі         |
| ------------------------------------- | --- | ------------ |
| Фернандес 46', 65' (пен.) Алкальд 80' |     | Домінгес 55' |

| Естадіо Насьйональ, Ліма Арбітр: Пуйоль (Уругвай) |

| 29 січня 1939 |

| Уругвай                                | 3–2 | Чилі                |
| -------------------------------------- | --- | ------------------- |
| С. Варела 11' Камайті 30' Чіріміні 73' |     | Муньйос 3' Луко 39' |

| Естадіо Насьйональ, Ліма Арбітр: Куенка (Перу) |

| 29 січня 1939 |

| Перу                           | 3–0 | Парагвай |
| ------------------------------ | --- | -------- |
| Фернандес 11', 30' Алкальд 78' |     |          |

| Естадіо Насьйональ, Ліма Арбітр: Варгас (Чилі) |

| 5 лютого 1939 |

| Чилі                                          | 4–1 | Еквадор    |
| --------------------------------------------- | --- | ---------- |
| Торо 6' Авенданьо 15', 79' Соррель 19' (пен.) |     | Аренас 35' |

| Естадіо Насьйональ, Ліма Арбітр: Пуйоль (Уругвай) |

| 5 лютого 1939 |

| Уругвай                                 | 3–1 | Парагвай    |
| --------------------------------------- | --- | ----------- |
| Лаго 14' С. Варела 40' (пен.) Порта 66' |     | Барріос 59' |

| Естадіо Насьйональ, Ліма Арбітр: Куенка (Перу) |

| 12 лютого 1939 |

| Парагвай                        | 3–1 | Еквадор    |
| ------------------------------- | --- | ---------- |
| Мінго 4' Годой 61' Баррейру 63' |     | Аренас 75' |

| Естадіо Насьйональ, Ліма Арбітр: Куенка (Перу) |

| 12 лютого 1939 |

| Перу                  | 2–1 | Уругвай   |
| --------------------- | --- | --------- |
| Алкальд 7' Біелич 35' |     | Порта 44' |

| Естадіо Насьйональ, Ліма Арбітр: Варгас (Чилі) |

## Чемпіон
| Чемпіон Південної Америки з футболу 1939 |
| ---------------------------------------- |
| Перу 1-й титул                           |